# María de las Casas
María Auxiliadora De Las Casas McGill (Caracas, 19 novembre 1942 – 24 ottobre 2013) è stata una modella venezuelana, eletta Miss Venezuela nel 1965.
La modella è stata la rappresentante ufficiale del Venezuela a Miss Universo 1965, concorso tenuto a Miami Beach, Florida, il 24 luglio 1965.